# Concorezzo

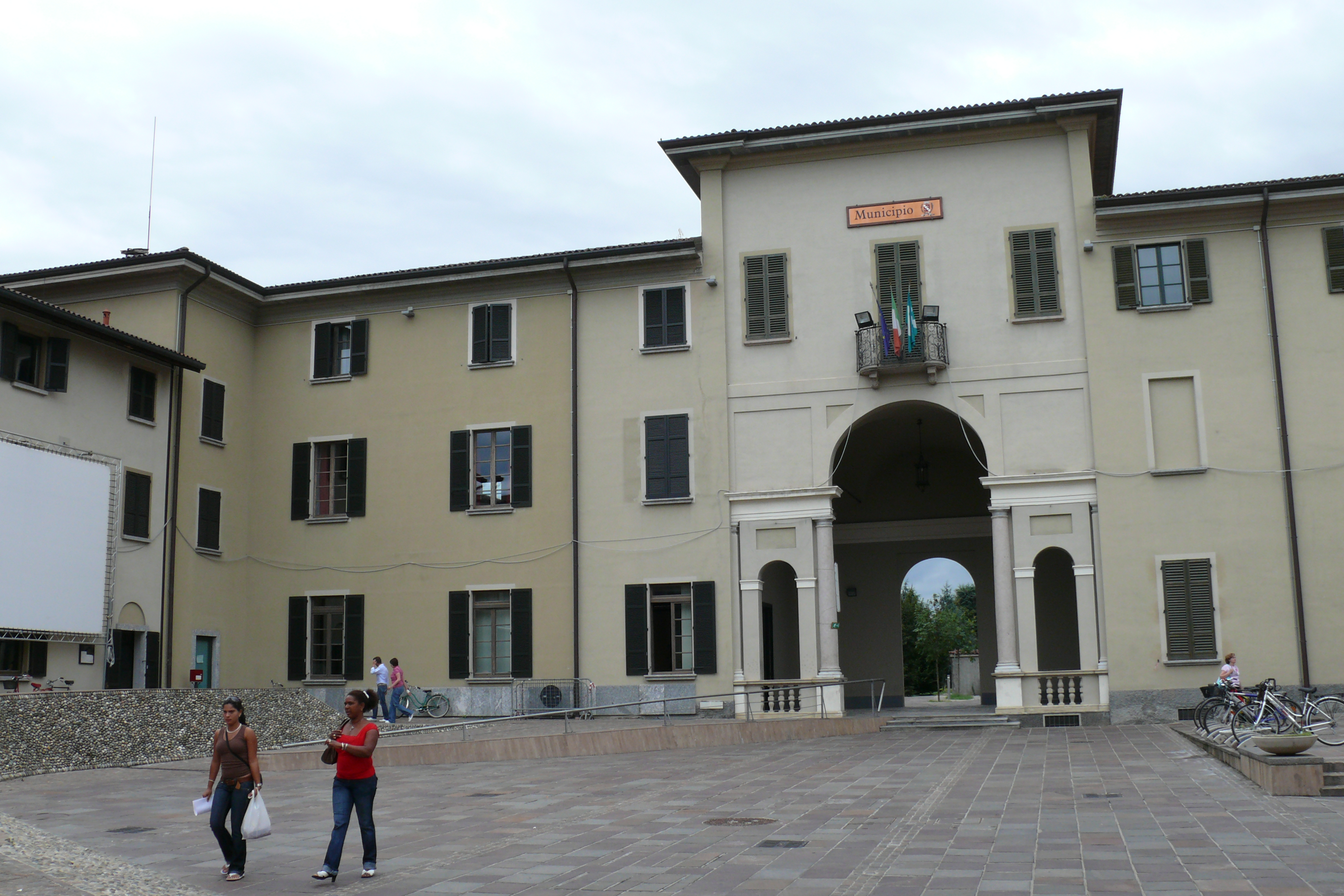
Stadhuis van Concorezzo

Concorezzo is een gemeente in de Italiaanse provincie Monza e Brianza (regio Lombardije) en telt 14.561 inwoners (31-12-2004). De oppervlakte bedraagt 8,5 km², de bevolkingsdichtheid is 1708 inwoners per km².
De volgende frazioni maken deel uit van de gemeente: Rancate.

## Demografie
Concorezzo telt ongeveer 5772 huishoudens. Het aantal inwoners steeg in de periode 1991-2001 met 10,3% volgens cijfers uit de tienjaarlijkse volkstellingen van ISTAT.
| Jaar | Inwoneraantal |
| ---- | ------------- |
| 1991 | 12.881        |
| 2001 | 14.204        |

## Geografie
Concorezzo grenst aan de volgende gemeenten: Arcore, Vimercate, Monza, Villasanta, Agrate Brianza.